# Ganjirō Nakamura
Ganjirō Nakamura (中村鴈治郎 Nakamura Ganjirō?, n. 17 februarie 1902, Osaka, Japonia – d. 13 aprilie 1983) a fost un actor japonez de teatru kabuki și de cinema. A fost desemnat în mod oficial „tezaur național viu al Japoniei” de către guvernul japonez în 1967. Numele său real este Yoshio Hayashi (林 好雄 Hayashi Yoshio?), iar pseudonimul său ca actor al teatrului kabuki este Nakamura Ganjirō II (中村鴈治郎 (2代目)?).

## Biografie
Inițial actor al teatrului kabuki, Ganjirō Nakamura a debutat ca actor de film în 1941, sub numele de Senjaku, în rolul actorului din La Vie d'un acteur (芸道一代男 Geidō ichidai otoko?), regizat de Kenji Mizoguchi. El a interpretat alternativ roluri pe scena de teatru și roluri principale în film, atingând apogeul în anii 1950.
Ganjirō Nakamura a apărut în peste 70 de filme între 1946 și 1982. Unul dintre rolurile sale cele mai cunoscute a fost Rokubei, proprietarul azilului de noapte din filmul Azilul de noapte (1957) al lui Akira Kurosawa. Nakamura a interpretat acolo un proprietar bogat și ipocrit, care încearcă să-i stoarcă de bani pe chiriașii azilului său de noapte. A jucat, de asemenea, roluri principale în câteva filme ale lui Yasujirō Ozu (printre care Herbes flottantes, 1959) și în L'Étrange obsession (1959) al lui Kon Ichikawa. În cursul îndelungatei sale cariere a colaborat cu regizori renumiți precum Kenji Mizoguchi, Akira Kurosawa, Yasujirō Ozu, Kon Ichikawa, Masaki Kobayashi, Mikio Naruse, Shohei Imamura și Kinuyo Tanaka.
A murit în 1983. Ganjirō Nakamura este tatăl actorului de teatru kabuki Sakata Tōjūrō IV și al actriței Tamao Nakamura (văduva lui Shintarō Katsu).

## Filmografie selectivă
- 1941: La Vie d'un acteur (芸道一代男 Geidō ichidai otoko?), regizat de Kenji Mizoguchi - Nakamura Ganjirō[4]
- 1955: Le Héros sacrilège (新・平家物語 Shin Heike monogatari?), regizat de Kenji Mizoguchi
- 1957: Azilul de noapte (どん底 Donzoko?), regizat de Akira Kurosawa - Rokubei, proprietarul azilului[6]
- 1957: Une histoire d'Osaka (大阪物語 Osaka Monogatari?), regizat de Kōzaburō Yoshimura
- 1958: Le Pavillon d'or (炎上 Enjō?), regizat de Kon Ichikawa - Tayama Dosen
- 1958: Nuages d'été (鰯雲 Iwashigumo?), regizat de Mikio Naruse
- 1958: La Vengeance des loyaux serviteurs (忠臣蔵 Chūshingura?), regizat de Kunio Watanabe - Gorobei Kakimi
- 1959: Herbes flottantes (浮草 Ukigusa?), regizat de Yasujirō Ozu - Komajuro (liderul trupei de teatru ambulant)[4]
- 1959: L'Étrange obsession (鍵 Kagi?), regizat de Kon Ichikawa - Kenji Kenmochi[4]
- 1960: Quand une femme monte l'escalier (女が階段を上る時 Onna ga kaidan wo agaru toki?), regizat de Mikio Naruse - Goda
- 1960: Testaments de femmes (女経 Jokyō?), regizat de Kon Ichikawa, Yasuzō Masumura și Kōzaburō Yoshimura - Gosuke
- 1961: Dernier Caprice (小早川家の秋 Kohayagawa-ke no aki?), regizat de Yasujirō Ozu - Kohayagawa Manbei
- 1962: Le Temple de l'oie sauvage (雁の寺 Gan no tera?), regizat de Yūzō Kawashima
- 1962: Mademoiselle Ogin (お吟さま Ogin-sama?), regizat de Kinuyo Tanaka - Sen no Rikyū[7]
- 1963: La Vengeance d'un acteur (雪之丞変化 Yukinojō henge?), regizat de Kon Ichikawa - Sansai Dobe
- 1966: Le Pornographe (Introduction à l'anthropologie) (エロ事師たちより 人類学入門 Erogotachi yori Jinruigaku nyumon?), regizat de Shōhei Imamura - bătrânul director al companiei Hakucho
- 1966: Le Lac des larmes (湖の琴 Mizuumi no koto?), regizat de Tomotaka Tasaka - Samezaemon
- 1964: Kwaïdan (怪談 Kaidan?), regizat de Masaki Kobayashi
- 1975: Kenji Mizoguchi ou la vie d'un artiste (ある映画監督の生涯 溝口健二の記録 Aru eiga-kantoku no shōgai Mizoguchi Kenji no kiroku?), regizat de Kaneto Shindō (documentar) - el însuși

## Premii și distincții
- 1959: Premiul Panglica Albastră pentru cel mai bun actor în rol secundar pentru interpretările sale din Le Pavillon d’or și Nuages d’été
- 1959: Premiul Mainichi pentru cel mai bun actor în rol secundar pentru interpretările sale din Le Pavillon d’or și Nuages d’été
- 1967: Tezaur național viu al Japoniei
- 1968: Medalia de Onoare cu panglică violetă
- 1980: Persoană cu merite culturale

## Legături externe
- Ganjiro Nakamura la Internet Movie Database